# Distenia dayak
Distenia dayak es una especie de escarabajo longicornio del género Distenia, categorizada en la tribu Disteniini, de la orden Coleoptera. Fue descrita por Villiers en 1958.

## Descripción
Mide 19 mm de longitud.

## Distribución
Se distribuye por Indonesia (isla de Borneo).